# Алтенау
Алтенау (њем. Altenau) град је у њемачкој савезној држави Доња Саксонија. Једно је од 15 општинских средишта округа Гослар. Према процјени из 2010. у граду је живјело 1.850 становника. Посједује регионалну шифру (AGS) 3153001.

## Географија
Алтенау се налази у савезној држави Доња Саксонија у округу Гослар. Град се налази на надморској висини од 460 метара. Површина општине износи 4,7 km².

## Становништво
У самом граду је, према процјени из 2010. године, живјело 1.850 становника. Просјечна густина становништва износи 397 становника/km².